# Ръж (род)
Ръжта (Secale) е род растения от семейство Житни (Poaceae).
Таксонът е описан за пръв път от Карл Линей през 1753 година. Таксономичният му тип е обикновена ръж.

## Видове
- Secale aestivum
- Secale afghanicum
- Secale africanum
- Secale anatolicum
- Secale ancestrale
- Secale cereale – Обикновена ръж
- Secale chaldicum
- Secale ciliatiglume
- Secale ciliatoglume
- Secale creticum
- Secale dalmaticum
- Secale derzhavinii
- Secale dighoricum
- Secale fragile
- Secale iranicum
- Secale kuprijanovii
- Secale leptorhachis
- Secale montanum
- Secale orientale
- Secale prostratum
- Secale rhodopaeum – Родопска ръж
- Secale segetale
- Secale strictum
- Secale sylvestre – Дива ръж
- Secale turkestanicum
- Secale vavilovii
- Secale villosum